# Bilder von der Verteidigung eines Hofes
Bilder von der Verteidigung eines Hofes ist eine Erzählung von Franz Kafka. Sie wurde zwischen 1922 und 1924 verfasst. Kritiker sind sich nicht einig, ob die Erzählung als komplette Kurzgeschichte oder als Fragment zu werten sei.

## Handlung
Die Erzählung beschreibt einige Vorfälle in einer Militärmannschaft, deren Aufgabe die Verteidigung eines Hofes und seiner Bewohner ist. Die eigentliche Aufgabe tritt in der Erzählung vollständig in den Hintergrund, da es nie zu wirklichen Verteidigungshandlungen kommt. Kafka beschreibt die Rolle eines Trompeters, die des Kommandanten und die eines Spähers. Der Trompeter spielt auf seiner Trompete militärische Signale, denen die Tochter des Gutspächters gespannt zuhört. Der Kommandant seinerseits schreibt und isst nicht einmal, um weiterschreiben zu können. Alle störenden Arbeiten hat er an eine andere Stelle des Hofes verlegen lassen und dem Trompeter verbietet er zu spielen. Auf einem Baum sitzt zur Beobachtung der Feinde ein Späher, der bei der Essensverteilung zuletzt an die Reihe kommt, da er in der Spitze eines Baumes mit einem Fernrohr ausharren muss, worüber er verärgert ist. Gereizt setzt er eine Prügelei mit einem Soldaten in Gang, ohne jedoch seinen Posten zu verlassen. Als sein Fernrohr zu Boden fällt, vertragen sie sich wieder und besinnen sich wieder auf ihre Aufgaben.

## Form
Es handelt sich um ein Prosastück durchschnittlicher Länge, das durchgängig erzählt, ohne Gliederung und Formatierung. Die Erzählperspektive ist unpersönlich. Die Sprache entspricht dem bekannten Kafka-Duktus in seiner nüchtern-eingehend beschreibenden Art. Auffallend ist dabei die kinematografisch geprägte Darstellung, die zunehmend deutlicher in Kafkas Stil erkannt wird. Optische und akustische Vorgänge werden dabei umgesetzt in filmische Abfolgen in ihrem Zeitverlauf.

## Textanalyse und Bezug zu anderen Kafka-Werken
Das vorliegende Prosastück assoziiert eine skurrile Beschaulichkeit, bei der es um ein schmachtendes Mädchen, einen eifrigen Kommandanten, etwas tölpelhafte Soldaten und ganz bevorzugt um Essensaktivitäten geht. Von Kriegsgefahr und Verteidigung gegen wen oder was ist nie die Rede; nur einmal wird die „angespannte Lage“ erwähnt, aber nicht erläutert.
Diese schriftstellerische Vorgehensweise, nämlich ganz wesentliche Momente im Text einfach zu ignorieren, ist bei Kafka nicht selten, siehe auch Ein altes Blatt, Forschungen eines Hundes oder Die Truppenaushebung. Im ersten Fall besteht scheinbar kein Zusammenhang zwischen Text und Überschrift. Im zweiten Fall wird die Existenz des hundehaltenden Menschen hartnäckig negiert. Im dritten Fall fragt sich der Leser, wie die auf diese seltsame Art ausgehobene Truppe überhaupt kampffähig sein kann.
Der Titel des vorliegenden Stückes spricht ja auch nicht von der Verteidigung selbst, sondern von Bildern davon. Es geht nicht um Erläuterung, um das Davor oder das Danach, sondern nur um bewegte Standbilder des Augenblickes.
Die auftretenden Personen Kommandant, Offizier und Soldaten erinnern an die Handelnden in der Strafkolonie. Aber die vorliegende Prosa ist im Vergleich zur düster-grausamen Strafkolonie eher heiter und voller Slapstick-Momente, die sie für die Verfilmung so geeignet macht.
Der Kommandant allerdings versucht, sich dem prallen Treiben auf dem Hof zu entziehen und ist nur seiner Arbeit verpflichtet. Diese als lärmempfindlich beschriebene Person lässt an Kafka selbst denken, den asketischen Vegetarier, der sich vielfach von akustischen Ereignissen gestört fühlte, wie er es in Großer Lärm schildert.

## Verfilmung
2006 erschien unter dem gleichen Titel ein auf der Erzählung beruhender Kurzfilm. Der Bundesverband Deutscher Kurzfilm  meint dazu: „Eine hintersinnig-humorvolle Krieg-und-Frieden-Allegorie in den betörenden Sepia-Tönen des Westerns, die vom Fressen, der Moral und der Liebe in Zeiten des Wartens handelt.“

## Ausgabe
- Nachgelassene Schriften und Fragmente II. Herausgegeben von Malcolm Pasley/Jost Schillemeit, Fischer, Frankfurt/Main 2002, S. 495–502.